# Blow foward

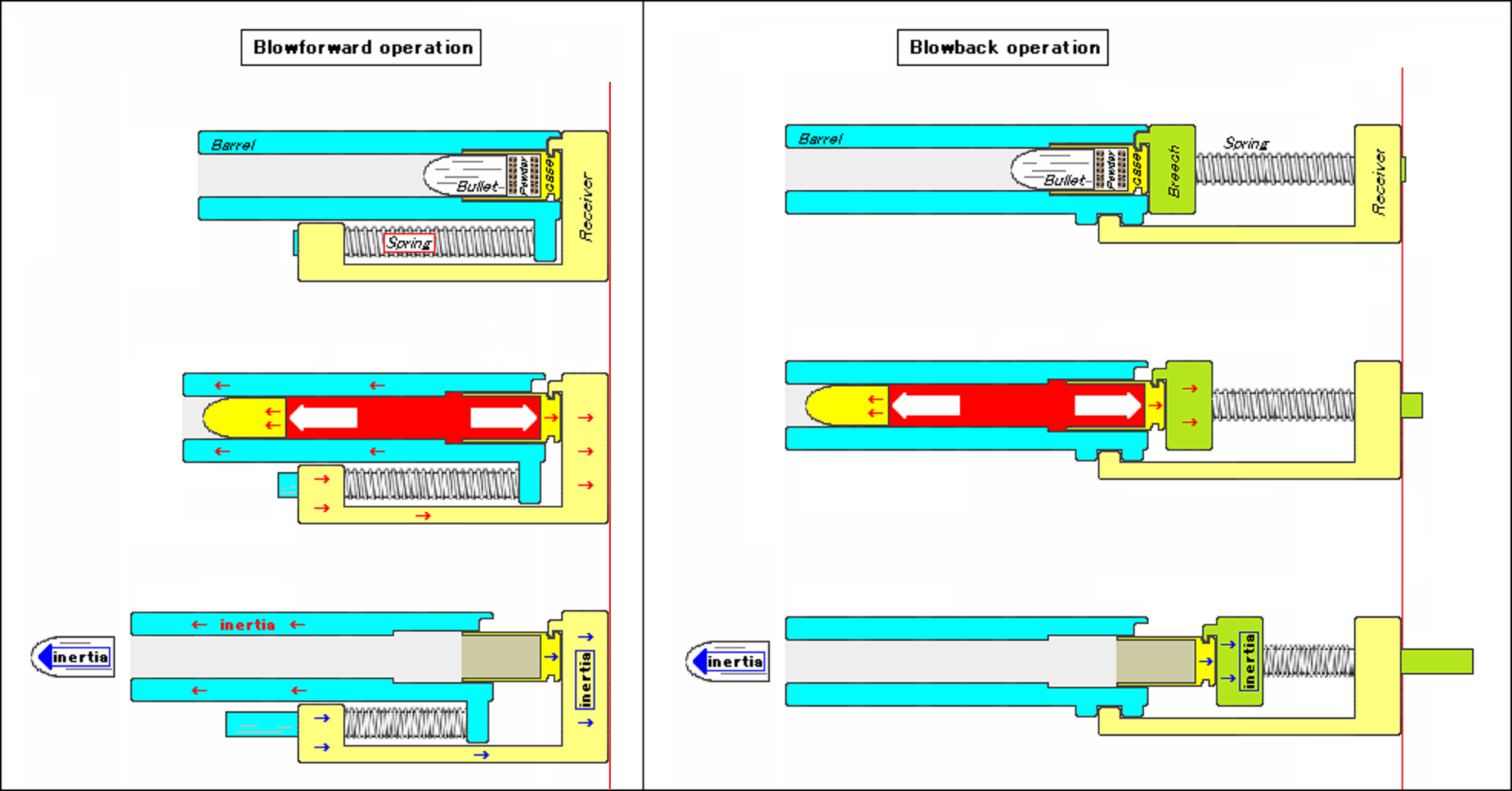

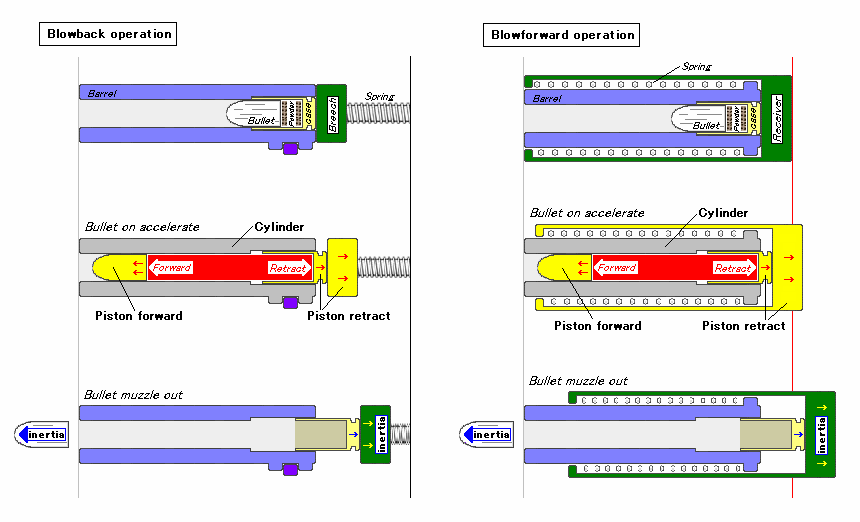
The difference between Blowback and Blow-forward.

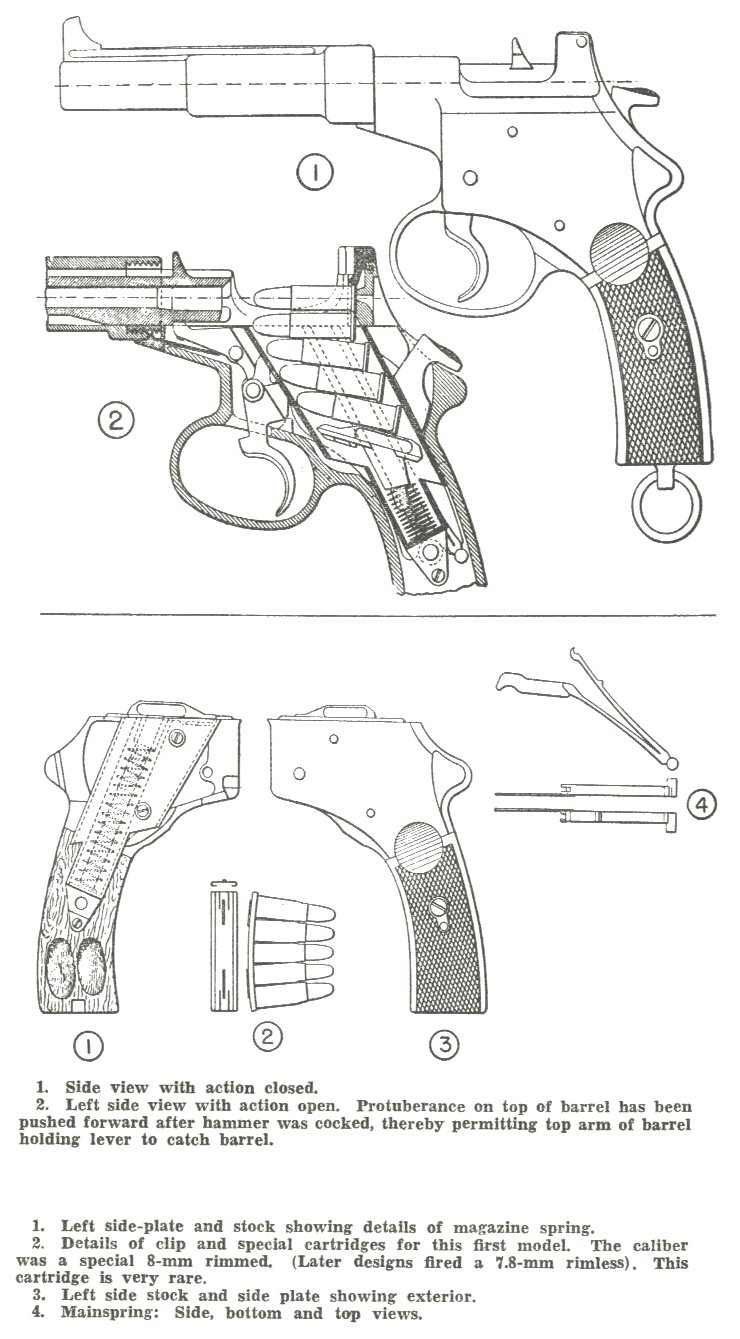

Blow Forward é um tipo de operação em armas de fogo em que a fricção e pressão do projétil passando pelo cano move-o para frente, colocando uma nova munição na câmara. Para funcionar corretamente, além do cano se mover para a frente, o resto da arma deve recuar para trás. Devido ao peso superior das peças que se movem para a frente (cano e projétil) combinado ao peso inferior das partes que se move para trás, armas que usam este sistema normalmente possuem um "coice" ligeiramente maior que de armas que usam outros mecanismos. O cano e a mola recuperadora são normalmente as únicas partes móveis. Esse tipo de mecanismo pode ser descrito como uma mistura entre blowback e recoil.